# Calumma
Calumma is een geslacht van hagedissen (Lacertilia) uit de familie kameleons (Chamaeleonidae).

## Naam en indeling
De wetenschappelijke naam van de groep werd voor het eerst voorgesteld door John Edward Gray in 1865. Er zijn 38 verschillende soorten, waarvan er vier pas in 2018 wetenschappelijk zijn beschreven, zoals de soort Calumma juliae.
De wetenschappelijke geslachtsnaam Calumma is afgeleid van het Griekse woord 'kalymma', dat hoed of mantel betekent. Deze naam verwijst vaar de vergrote oorkwabben van een aantal soorten die doen denken aan een hoofddeksel.

## Uiterlijke kenmerken
De soorten wijken qua lichaamslengte af; sommige soorten blijven rond de tien centimeter, andere worden langer dan 40 centimeter, vrouwtjes blijven vaak kleiner dan mannetjes. Ook kammen, oorkwabben en stekelrijen verschillen, sommige soorten hebben een hoornachtig uitsteeksel op de snuit, zoals Calumma nasutum.

## Verspreiding en habitat
Alle soorten komen endemisch voor op het Afrikaanse eiland Madagaskar. Sommige soorten zijn alleen bekend van enkele eilandjes in de buurt van Madagaskar.
De habitat bestaat uit vochtige tropische en subtropische bossen. De meeste soorten leven op enige hoogte in bergbossen, andere soorten komen voor in bossen in laaglanden.

## Beschermingsstatus
Door de internationale natuurbeschermingsorganisatie IUCN is aan 33 soorten een beschermingsstatus toegewezen. Acht soorten worden gezien als 'veilig' (Least Concern of LC), zeven als 'kwetsbaar' (Vulnerable of VU), zes als 'gevoelig' (Near Threatened of NT), acht soorten als 'bedreigd' (Endangered of EN) en twee soorten als 'onzeker' (Data Deficient of DD). Twee soorten worden ten slotte als 'ernstig bedreigd' beschouwd (Critically Endangered of CR).

## Soorten
Het geslacht omvat de volgende soorten die onderstaand zijn weergegeven, met de auteur en het verspreidingsgebied.
| Naam                                             | Auteur                                                            | Verspreidingsgebied                |
| ------------------------------------------------ | ----------------------------------------------------------------- | ---------------------------------- |
| Calumma amber                                    | Raxworthy & Nussbaum, 2006                                        | Noordelijk Madagaskar              |
| Calumma ambreense                                | Ramanantsoa, 1974                                                 | Noordoostelijk Madagaskar          |
| Calumma andringitraense                          | Brygoo, Blanc & Domergue, 1972                                    | Madagaskar                         |
| Boettgers kameleon (Calumma boettgeri)           | Boulenger, 1888                                                   | Noordelijk Madagaskar              |
| Korthoornkameleon (Calumma brevicorne)           | Günther, 1879                                                     | Oostelijk en noordelijk Madagaskar |
| Calumma capuroni                                 | Brygoo, Blanc & Domergue, 1972                                    | Madagaskar                         |
| Calumma crypticum                                | Raxworthy & Nussbaum, 2006                                        | Noordoostelijk Madagaskar          |
| Calumma cucullatum                               | Gray, 1831                                                        | Noordoostelijk Madagaskar          |
| Calumma emelinae                                 | Proetzel, Scherz, Ratsoavina, Vences & Glaw, 2020                 | Oostelijk Madagaskar               |
| Calumma fallax                                   | (Mocquard, 1900)                                                  | Oostelijk Madagaskar               |
| Vorkkameleon (Calumma furcifer)                  | Vaillant & Grandidier, 1880                                       | Centraal-oostelijk Madagaskar      |
| Calumma gallus                                   | Günther, 1877                                                     | Oostelijk Madagaskar               |
| Calumma gastrotaenia                             | Boulenger, 1888                                                   | Madagaskar                         |
| Calumma gehringi                                 | Prötzel, Vences, Scherz, Vieites & Glaw, 2017                     | Madagaskar                         |
| Calumma glawi                                    | Böhme, 1997                                                       | Oostelijk Madagaskar               |
| Calumma globifer                                 | Günther, 1879                                                     | Centraal-oostelijk Madagaskar      |
| Calumma guibei                                   | Hillenius, 1959                                                   | Madagaskar                         |
| Calumma guillaumeti                              | Brygoo, Blanc & Domergue, 1974                                    | Madagaskar                         |
| Calumma hafahafa                                 | Raxworthy & Nussbaum, 2006                                        | Noordoostelijk Madagaskar          |
| Calumma hilleniusi                               | Brygoo, Blanc & Domergue, 1973                                    | Noordoostelijk Madagaskar          |
| Calumma jejy                                     | Raxworthy & Nussbaum, 2006                                        | Oostelijk Madagaskar               |
| Calumma juliae                                   | Prötzel, Vences, Hawlitschek, Scherz, Ratsoavina & Glaw, 2018     | Noordelijk Madagaskar              |
| Calumma lefona                                   | Prötzel, Vences, Hawlitschek, Scherz, Ratsoavina & Glaw, 2018     | Madagaskar                         |
| Calumma linotum                                  | Müller, 1924                                                      | Noordoostelijk Madagaskar          |
| Calumma malthe                                   | Günther, 1879                                                     | Madagaskar                         |
| Calumma marojezense                              | Brygoo, Blanc & Domergue, 1970                                    | Noordoostelijk Madagaskar          |
| Calumma nasutum                                  | Duméril & Bibron, 1836                                            | Oostelijk Madagaskar               |
| Calumma ratnasariae                              | Proetzel, Scherz, Ratsoavina, Vences & Glaw, 2020                 | Madagaskar                         |
| O'Shaughnessy's kameleon (Calumma oshaughnessyi) | Günther, 1881                                                     | Madagaskar                         |
| Parsons kameleon (Calumma parsonii)              | Cuvier, 1825                                                      | Madagaskar                         |
| Calumma peltierorum                              | Raxworthy & Nussbaum, 2006                                        | Oostelijk Madagaskar               |
| Calumma peyrierasi                               | Brygoo, Blanc & Domergue, 1974                                    | Noordoostelijk Madagaskar          |
| Calumma radamanus                                | Mertens, 1933                                                     | Oostelijk Madagaskar               |
| Calumma roaloko                                  | Prötzel, Lambert, Andrianasolo, Hutter, Cobb, Scherz & Glaw, 2018 | Centraal-oostelijk Madagaskar      |
| Calumma tarzan                                   | Gehring, Pabijan, Ratsoavina, Köhler, Vences & Glaw, 2010         | Centraal-oostelijk Madagaskar      |
| Calumma tjiasmantoi                              | Proetzel, Scherz, Ratsoavina, Vences & Glaw, 2020                 | Oostelijk Madagaskar               |
| Calumma tsaratananense                           | Brygoo & Domergue, 1967                                           | Madagaskar                         |
| Calumma tsycorne                                 | Raxworthy & Nussbaum, 2006                                        | Zuidoostelijk Madagaskar           |
| Calumma uetzi                                    | Prötzel, Vences, Hawlitschek, Scherz, Ratsoavina & Glaw, 2018     | Noordelijk Madagaskar              |
| Calumma vatosoa                                  | Andreone, Mattioli, Jesu & Randrianirina, 2001                    | Noordoostelijk Madagaskar          |
| Calumma vencesi                                  | Andreone, Mattioli, Jesu & Randrianirina, 2001                    | Noordoostelijk Madagaskar          |
| Calumma vohibola                                 | Gehring, Ratsoavina, Vences & Glaw, 2011                          | Centraal-oostelijk Madagaskar      |